# Bessude
Bessude (sardisk: Bessùde) er en by og en kommune (comune) i provinsen Sassari i regionen Sardinien i Italien. Byen ligger i 447 meters højde og har 410 indbyggere (2016). Kommunen har et areal på 26,79 km² og grænser til kommunerne Banari, Bonnanaro, Borutta, Ittiri, Thiesi og Siligo.